# Inés Luisi
Inés Luisi (Paysandú, -1965) fue una médica-cirujana uruguaya que fuera decana de la Universidad de Mujeres de Montevideo.

## Biografía
Sus padres fueron María Teresa Josefina Janicki y Ángel Luisi quienes después de llegar de Europa, luego de un tiempo en Argentina se instalaron en Paysandú. Nació en Paysandú en el seno de una familia que creía en la formación de sus hijos y así lo demostró la formación de cada uno de ellos, especialmente sus cuatro hijas. Sus hermanas fueron Paulina Luisi, también médica y la primera en recibirse en esa disciplina, Luisa Luisi, escritora y educadora, y Clotilde Luisi, primera abogada en recibirse en el país.
Se graduó en la Facultad de Montevideo en 1917 y fue docente y luego decana en la Universidad para Mujeres entre 1923 y 1928.
Ocupó cargos de jefatura en diferentes divisiones en la Asistencia Pública Nacional como Jefe de Clínica Médica.
Fue la primera mujer que integró un tribunal examinador en la Facultad de Medicina.